# سيبرينغ
سيبرينغ (بالإنجليزية: Sebring)‏ هي مدينة أمريكية تقع في ولاية فلوريدا. تبلغ مساحة هذه المدينة 28.5 (كم²)،ويبلغ عدد سكانها 10491 نسمة حسب إحصاء سنة 2010 م 10491.

## المناخ
يظهر الجدول التالي التغييرات المناخية على مدار السنة لسيبرينغ:
| البيانات المناخية لـسيبرينغ       | البيانات المناخية لـسيبرينغ | البيانات المناخية لـسيبرينغ | البيانات المناخية لـسيبرينغ | البيانات المناخية لـسيبرينغ | البيانات المناخية لـسيبرينغ | البيانات المناخية لـسيبرينغ | البيانات المناخية لـسيبرينغ | البيانات المناخية لـسيبرينغ | البيانات المناخية لـسيبرينغ | البيانات المناخية لـسيبرينغ | البيانات المناخية لـسيبرينغ | البيانات المناخية لـسيبرينغ | البيانات المناخية لـسيبرينغ |
| الشهر                             | يناير                       | فبراير                      | مارس                        | أبريل                       | مايو                        | يونيو                       | يوليو                       | أغسطس                       | سبتمبر                      | أكتوبر                      | نوفمبر                      | ديسمبر                      | المعدل السنوي               |
| --------------------------------- | --------------------------- | --------------------------- | --------------------------- | --------------------------- | --------------------------- | --------------------------- | --------------------------- | --------------------------- | --------------------------- | --------------------------- | --------------------------- | --------------------------- | --------------------------- |
| الدرجة القصوى °ف (°م)             | 90 (32)                     | 94 (34)                     | 94 (34)                     | 98 (37)                     | 102 (39)                    | 103 (39)                    | 103 (39)                    | 102 (39)                    | 101 (38)                    | 98 (37)                     | 92 (33)                     | 90 (32)                     | 103 (39)                    |
| متوسط درجة الحرارة الكبرى °ف (°م) | 73 (23)                     | 75 (24)                     | 79 (26)                     | 83 (28)                     | 88 (31)                     | 90 (32)                     | 91 (33)                     | 90 (32)                     | 89 (32)                     | 84 (29)                     | 79 (26)                     | 74 (23)                     | 83 (28)                     |
| متوسط درجة الحرارة الصغرى °ف (°م) | 48 (9)                      | 50 (10)                     | 55 (13)                     | 59 (15)                     | 65 (18)                     | 70 (21)                     | 72 (22)                     | 72 (22)                     | 71 (22)                     | 64 (18)                     | 58 (14)                     | 51 (11)                     | 61 (16)                     |
| أدنى درجة حرارة °ف (°م)           | 18 (−8)                     | 23 (−5)                     | 23 (−5)                     | 34 (1)                      | 44 (7)                      | 50 (10)                     | 60 (16)                     | 59 (15)                     | 58 (14)                     | 40 (4)                      | 29 (−2)                     | 20 (−7)                     | 18 (−8)                     |
| الهطول إنش (مم)                   | 2.48 (63)                   | 2.41 (61)                   | 3.02 (77)                   | 2.17 (55)                   | 3.63 (92)                   | 8.25 (210)                  | 6.81 (173)                  | 7.18 (182)                  | 5.98 (152)                  | 3.02 (77)                   | 2.27 (58)                   | 1.87 (47)                   | 49.09 (1٬247)               |
| المصدر: The Weather Channel       |                             |                             |                             |                             |                             |                             |                             |                             |                             |                             |                             |                             |                             |

## أعلام
- لاري سكوت
- جون مايكلز
- ريكس بيتش
- جين هاريس
- إبراهام شكسبير
- جاك فريسكو
- غابي وايت
- جيمي ميلز
- توم غوردون